# Genética felina

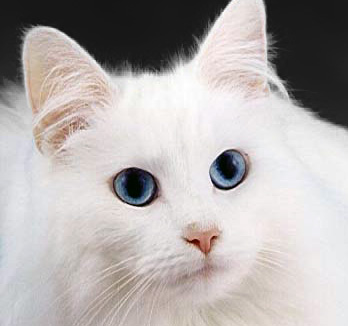
Los gatos de ojos azules con pelaje blanco tienen una alta tendencia a ser sordos.

El término genética felina se refiere al estudio de la herencia genética transmitida de una generación de gatos a otra. Se pueden predecir los rasgos físicos de la descendencia del cruce de algunas razas. La medicina genética utiliza ocasionalmente el gato como modelo para descubrir la función de los genes homólogos a enfermedades humanas. 
Los gatos domésticos y su ancestro salvaje más cercano, son organismos diploides que poseen treinta y ocho Cromosomas y alrededor de veinte mil genes. Se han identificado aproximadamente doscientos cincuenta desórdenes genéticos hereditarios en los gatos, algunos similares a las enfermedades congénitas de los humanos.
Debido a la alta similitud metabólica entre mamíferos, muchas de estas enfermedades pueden ser diagnosticadas con pruebas genéticas diseñadas para los seres humanos, es también aplicable a la inversa, es decir el uso de gatos en el estudio de enfermedades humanas.
Un ejemplo de una mutación que se comparte entre todos los felinos, incluyendo los gatos grandes, es un sensor químico mutado de sus papilas gustativas que impide que reconozcan el sabor dulce, por lo que esto podría ser una de las razones de su indiferencia a las frutas, moras y otros alimentos de este tipo. En algunas razas de gatos la sordera congénita es muy común, afecta a gatos blancos no albinos en especial si también tienen los ojos azules. Los genes causantes de esta mutación son desconocidos, pero la enfermedad es estudiada con la esperanza de encontrar la razón de la sordera hereditaria humana.
Existe una gran variedad de patrones de pelaje entre las diferentes razas de gatos, es por esto que son un excelente modelo para estudiar la genética del pelo y su coloración. Varios genes están relacionados con la producción del color y patrón del pelo en los felinos. Diferentes combinaciones de estos genes dan como resultado diferentes fenotipos. Por ejemplo, la enzima tirosinasa es la responsable de la producción la melanina, un pigmento negro, los gatos birmanos tienen una forma mutante que sólo es activa a bajas temperaturas, resultando en color que aparece sólo en las orejas, más frescas, la cola y las patas. Los gatos albinos tienen completamente inactivo el gen que produce tirosinasa lo que produce la ausencia de pigmentación. El largo del pelo está determinado por el gen que produce el factor de crecimiento fibroblasto 5, por lo que cuando se encuentra inactivo produce largos pelajes.
El proyecto del genoma felino, patrocinado por el Laboratorio de Diversidad Genómica del Instituto Nacional de Cáncer en el Centro de Desarrollo Frederick, en Maryland, Estados Unidos, busca desarrollar, a partir de los gatos, un modelo animal aplicable a humanos para enfermedades hereditarias e infecciosas, así como contribuir al entendimiento de la evolución de mamíferos. Este esfuerzo llevó a la publicación en 2007 de un proyecto inicial del genoma de un gato abisinio llamado Canela. La existencia del proyecto de genoma ha llevado al descubrimiento de varios genes de la enfermedad del gato, e incluso permitió el desarrollo de la huella genética del gato para su uso en el campo forense.